# Rådmansgatan metróállomás
A Rådmansgatan metróállomás egy metróállomás Svédországban, a fővárosban, Stockholmban a Stockholmi metró zöld vonalán.

## Metróvonalak
Az állomást az alábbi metróvonalak érintik:
- zöld metróvonal

## Kapcsolódó állomások
A metróállomáshoz az alábbi állomások vannak a legközelebb:
- Odenplan metróállomás (Alvik metro station, északnyugat, Line 18)
- Hötorget metróállomás (Farsta strand metro station, dél, Line 18)
- Odenplan metróállomás (Hässelby strand metro station, Line 19)
- Odenplan metróállomás (Åkeshov metro station, Line 17)
- Hötorget metróállomás (Hagsätra metro station, Line 19)
- Hötorget metróállomás (Skarpnäck metro station, Line 17)